# Kenza Bouguerch
Kenza Bouguerch , née le 29 décembre 2000  à Vaulx en Velin , est une joueuse internationale algérienne de handball, évoluant au poste de Arrière Gauche,,

## Biographie
Kenza Bouguerch quitte Metz Handball pour l’ASUL Vaulx-en-Velin, après 3 saisons.
Elle dispute avec l'équipe nationale d'Algérie  le championnat d'Afrique 2024

## Palmarès
En équipe nationale d'Algérie
- 10e place au Championnat d'Afrique 2022

- 8e place au Championnat d'Afrique 2024